# Kationische Tenside
Als kationische Tenside bezeichnet man Tenside, die eine positiv geladene funktionelle Gruppe, jedoch nicht zusätzlich eine negativ geladene Gruppe besitzen. Wie jedes Tensid sind auch die kationischen Tenside aus einem polaren und einem unpolaren Teil aufgebaut. Als unpolarer Teil dienen verschiedene Alkylgruppen. Die polare Gruppe ist meistens eine quartäre Ammonium-Einheit, es sind also oft Tetraalkylammoniumsalze.

## Struktur
Die meisten kationischen Tenside sind quartäre Ammoniumverbindungen (Quats). Sie unterscheiden sich nur in den Alkylresten:
 X−
R1, R2, R3, R4: Alkylreste (typisch Stearyl-, Palmityl-, Methyl-, Benzyl-, Butyl-) 

X−: Gegenion, meist Halogenid

Kationische Tenside der allgemeinen Formel R4N+ werden auch als Invertseifen bezeichnet.

## Typische Vertreter

Beispiel: DSDMAC (Distearyldimethylammonium-Chlorid)

Beispiel: ein Esterquat (Kation)

DSDMAC ist das Tensid, das in den 1990er Jahren in Weichspülern verwendet wurde. Es zeichnet sich jedoch durch eine sehr schlechte biologische Abbaubarkeit aus. In neuerer Zeit werden sogenannte Esterquats eingesetzt. Esterquats basieren auf quartären Triethanol-Methyl-Ammonium- oder quartären Diethanol-Dimethyl-Ammonium-Verbindungen.  Die notwendigen langen Kohlenwasserstoffketten sind als Fettsäureester angefügt. Diese werden beim biologischen Abbau leicht wieder abgespalten, was als erster Schritt für den Abbau vorteilhaft ist.

## Verwendung
Kationische Tenside werden als Komponente in Weichspülern bei der Textilreinigung eingesetzt.
Des Weiteren werden kationische Tenside auf Grund ihrer hydrophoben Wirkung als Trocknungshilfen z. B. in Autowaschstraßen angewendet bzw. als Hydrophobierungsmittel.
Ferner werden sie als Transfektionsmittel für die DNA-Moleküle in der Molekularbiologie verwendet. Hierbei wird ihre Fähigkeit zur Ausbildung mizellarer oder liposomaler Strukturen ausgenutzt.
Die Invertseife Zephirol wurde früher in Kombination mit Alkohol zur chirurgischen Händedesinfektion benutzt.
Kationische Tenside werden als Komponente in der Phasentransferkatalyse verwendet, bei der wasserlösliche Anionen durch hydrophobe Quats in die hydrophobe organische Phase übertragen werden, um dort in einem homogenen Reaktionsfeld zu reagieren.
Cetyltrimethylammoniumbromid wird beim CTAB-Page-Verfahren, einer Polyacrylamid-Gelelektrophorese, als Detergenz verwendet, um für stark positiv geladene Proteine (etwa Histone) die korrekte Molekülmasse zu bekommen und bei Glycoproteinen scharfe Banden.

## Verwendung als Desinfektionsmittel
Gewisse kationische Tenside zeigen auch eine biozide Wirkung und werden deshalb als Desinfektionsmittel (Antiseptika) verwendet. Dazu gehören unter anderem:
- Benzalkoniumchlorid
- Benzethoniumchlorid
- Cetylalkoniumchlorid
- Cetylpyridiniumchlorid
- Cetyltrimethylammoniumbromid (Cetrimoniumbromid)
- Dequaliniumchlorid

 Benzethoniumchlorid
 Dequalinium-Kation